# Acanthella pulchra
Acanthella pulchra je vrsta južnoameričkog grma iz porodice melastomovki. Naraste 150 do 250 cm visine. Autohtona je u Kolumbiji i Venezueli
Opisana je 1952.

## Sinonimi
- Acanthella plicata Gleason